# Battaglia del fiume Allia
La battaglia del fiume Allia (in latino Clades Alliensis) fu combattuta il 18 luglio del 390 a.C./388 a.C. nei pressi dell'Allia fra i Romani e i Galli Senoni. La sconfitta dell'esercito romano permise ai Galli la conquista di Roma.

## Storia

### Antefatti
La presenza celtica, nel nord Italia, risaliva all'Età del bronzo e alle culture di Canegrate e Golasecca. Fu una penetrazione lenta e indolore; risale al VII sec. a.C. la più antica iscrizione celtica in Italia, oggi conservata nella Biblioteca di Castelletto sopra Ticino.
Diversa fu la migrazione di massa del VI sec. a.C., che portò alla colonizzazione della Pianura Padana. In Emilia si stabilì la potente confederazione dei Boi, in Romagna e nelle Marche si stabilirono i Senoni in quello che venne denominato Ager Gallicus, dal fiume Montone, nell'attuale Romagna, fino ad Ancona. Attorno al 391 a.C. una tribù dei Senoni, al comando di Brenno si spinse nel cuore dell'Etruria, piantando il campo davanti a Chiusi, città etrusca sul confine toscano. Gli Etruschi di Chiusi chiesero aiuto ai Romani. Roma non diede un aiuto militare, ma inviò in qualità di ambasciatori, per trattare con i Galli, i tre figli di Marco Fabio Ambusto.
Costoro non solo condussero l'ambasceria in modo arrogante, ma addirittura presero parte ad un combattimento nelle file degli Etruschi di Chiusi contro i Senoni e uno di essi colpì e uccise un condottiero dei Galli. I Senoni chiesero alla repubblica romana la consegna dei temerari violatori del diritto delle genti (gli ambasciatori, essendo consacrati, durante le loro funzioni non potevano toccare il ferro né versare sangue). Il Senato romano, pur giudicando giusta la richiesta dei Senoni, rifiutò di dar loro soddisfazione per le pressioni della Gens Fabia; anzi, la potente gens riuscì a far nominare i tre Fabi addirittura tribuni consolari per l'anno 390 a.C. assieme a Quinto Sulpicio Longo, Quinto Servilio e Publio Cornelio Maluginense. Indignato, Brenno, comandante dell'esercito dei Galli, levò l'assedio a Chiusi e con tutta l'armata si volse verso Roma. I Romani allestirono in fretta un esercito improvvisato.

### La battaglia
Lo scontro fra i due eserciti avvenne sul fiume Allia, «ad appena undici miglia dalla città, là dove il fiume Allia, scendendo dai monti Crustumini in una gola profonda, si getta nel Tevere poco sotto la Via Salaria»; il fiume Allia corrisponde probabilmente all'attuale "Fosso Maestro", un piccolo affluente di sinistra del Tevere. Mentre l'esercito celtico con ogni probabilità era ben addestrato ed equipaggiato, sebbene desse l'impressione di avanzare come un branco di predoni non organizzato, quello romano era poco più che raccogliticcio e composto da due Legioni più gli Alleati latini. La condotta dei Romani, così come descritta dai primi annalisti e da Tito Livio, appare presuntuosa e temeraria. I tribuni militari schierarono l'Esercito «senza aver scelto in anticipo uno spazio per il campo, senza aver costruito una trincea che potesse fungere da riparo in caso di ritirata, dimentichi, per non dire degli uomini, anche degli dèi, non essendosi minimamente preoccupati di trarre i dovuti auspici e di offrire sacrifici augurali». Dopo le prime manovre (le Riserve romane conquistano un'altura, i Galli si dirigono contro di loro), inopinatamente, il grosso dell'Esercito romano si diede a una fuga precipitosa prima ancora che cominciasse il combattimento. Narra Livio:
(Tito Livio, Ab Urbe condita libri, V, 38)
Gli stessi Galli rimasero sbalorditi per la conclusione così improvvisa della battaglia. In seguito alla disfatta dell'Allia, e al Sacco di Roma che ne seguì, i Romani adottarono le necessarie misure per ottenere un Esercito più mobile e compatto tale che i Galli verranno vinti in tutte le altre battaglie (Battaglia del Sentino, Battaglia di Talamone, Battaglia del lago Vadimone, etc.).
Il 18 luglio, anniversario della sconfitta nella battaglia del fiume Allia, era detto «dies alliensis», ed era considerato un giorno "nefasto" del calendario romano: non era possibile compiere nessuna azione che non fosse strettamente necessaria, né in pubblico né in privato.